# 中国驻黎巴嫩大使馆
中华人民共和国驻黎巴嫩共和国大使馆（阿拉伯语：سفارة جمهورية الصين الشعبية لدى الجمهورية اللبنانية），简称中国驻黎巴嫩大使馆，是中华人民共和国驻黎巴嫩的外交代表机构。

## 机构设置
中国驻黎巴嫩大使馆设置下列机构：
- 政治处
- 经济商务处
- 武官处
- 办公室